# Evropa, Evropa
Evropa, Evropa je válečné drama polské režisérky Agnieszky Hollandové natočené v německo-francouzsko-polské koprodukci roku 1990. Film byl natočen podle životopisu Solomona Perela, židovského mladíka, který utíká z Německa do Polska po Křišťálové noci v roce 1938. Film vyhrál prestižní Zlatý glóbus a získal druhou Oscarovou nominaci pro A. Holland za nejlepší zahraniční film.

## Obsah
Po začátku druhé světové války a německé invazi do Polska Perel utíká dále na východ, do části Polska okupované Sověty. Ani tam však nenajde klid, německá armáda útočí v roce 1941 na SSSR a Solomon je zajat. Přesvědčí však německého důstojníka, že je německý sirotek Josef Peters, a nakonec skončí v elitní vojenské akademii Hitlerjugend (Hitlerova mládež).